# Jewhen Malucha
Jewhen Mykolajowytsch Malucha (ukrainisch Євген Миколайович Малуха; * 24. Juli 1962 in Kiew) ist ein ukrainischer Schauspieler und Synchronsprecher.

## Leben
Jewhen Malucha wuchs in der ukrainischen Hauptstadt Kiew auf. Er ist seit 1983 als Schauspieler vor der Kamera tätig und wirkte bislang in mehreren Filmen und Fernsehserien mit.
Besonders bekannt wurde er durch seine umfangreiche Arbeit als Synchronsprecher. Er sprach unter anderem viele Videospiele wie beispielsweise Sonic ein. Er war die ukrainische Synchronstimme der Hauptfigur Alf in der gleichnamigen Fernsehserie. Von 2004 bis 2020 sprach er die Figur des Homer Simpson in der Zeichentrickserie Die Simpsons und in Die Simpsons – Der Film. In der Serie Futurama sprach er viele Jahre lang die beiden Figuren Professor Farnsworth und Dr. Zoidberg. Malucha sprach auch verschiedene Figuren bei Die Schlümpfe, Family Guy, Die Unglaublichen oder Transformers.
Malucha ist mit der Schauspielerin Switlana Awtuchowa verheiratet.